# 汤溇村
湯溇村位於浙江省湖州市吳興區織里鎮東北部，屬原漾西鎮轄地，距織里鎮僅8公裏。東臨義皋村，南與許溇村接壤，西連幻溇村，北靠太湖，為典型的江南水鄉。
全村共有村民小組34個，共有農戶892戶，常住3324人。全村水產養殖用地面積，螃蟹為：1500畝，蝦為：1000畝，素菜為：800畝。村裏一直以鋁業、裝飾材料為主，個私經濟發展迅速。2007年全村國民生產總值8.5億元，農民人均淨收入9387元。全村80%的勞力已轉移到二、三產業。